# Damayanti
Damayanti es una figura de una historia de amor que se encuentra en el libro Vana Parva del Mahabharata. Ella es la hija de Bhima (no el Pandava) y una princesa del Reino de Vidarbha, que se casa con el rey Nala del reino de Nishadha. La figura también se encuentra en otros textos hindúes de muchos autores en numerosos idiomas indios. Ella, junto con Nala, son las figuras centrales del texto del siglo XII Nishadha Charita, uno de los cinco mahakavyas (grandes poemas épicos) en el canon de la literatura sánscrita,: 136  escrito por Sriharsha.

## Leyenda

### Matrimonio
Se describe a Damayanti como una bella princesa del reino de Vidarbha. Habiendo escuchado las alabanzas de Nala, el rey de los Nishadas, en su presencia, se sintió atraída por él, a pesar de que nunca lo había conocido. Nala también desarrolló sentimientos por Damayanti de la misma manera. Una vez, Nala observó algunos cisnes con alas doradas en un bosque y atrapó a uno de ellos. El cisne prometió hablar muy bien de él en presencia de Damayanti a cambio de su vida. El cisne voló hacia la princesa y exaltó a Nala, persuadiéndola de convertirse en la esposa del rey. Después de este incidente, Damayanti se enamoró de Nala. Sus amigos, que observaron su estado de enamoramiento, informaron a su padre, el rey Bhima, que estaba enferma. El rey organizó una ceremonia de svayamvara (autoelección) para la boda de su hija. Mientras tanto, Narada visitó a Indra, informándole del viaje de reyes y príncipes mortales a Vidarbha, todos los cuales buscaban la mano de Damayanti. Varias deidades aparecieron en la corte de Indra, al escuchar la descripción que Narada hizo de la princesa. También le comunicaron su deseo de casarse con Damayanti. Al ver a Nala, que también viajaba al svayamvara de Damayanti, le encargaron que fuera su mensajero a Damayanti, para pedirle que se casara con uno de ellos. A pesar de sus objeciones, Nala encontró rápidamente a Damayanti entre sus amigos, se presentó y le transmitió el mensaje de las deidades. Damayanti le informó a Nala que deseaba casarse con él y solo con él, y le dijo que lo elegiría durante el svayamvara para disuadirlo de su renuencia. Nala informó a las deidades de su conversación. Durante la ceremonia, Damayanti observó a cinco hombres que se parecían exactamente a Nala. Después de reflexionar un poco, proclamó su decisión de casarse con el rey de los Nishadas e instó a las deidades a que le revelaran sus verdaderas formas. Conmovidas por el amor de Damayanti, accedieron y le permitieron casarse con Nala, para alegría de todas las deidades. Disfrutaba de la felicidad conyugal con su marido en bosques y arboledas.

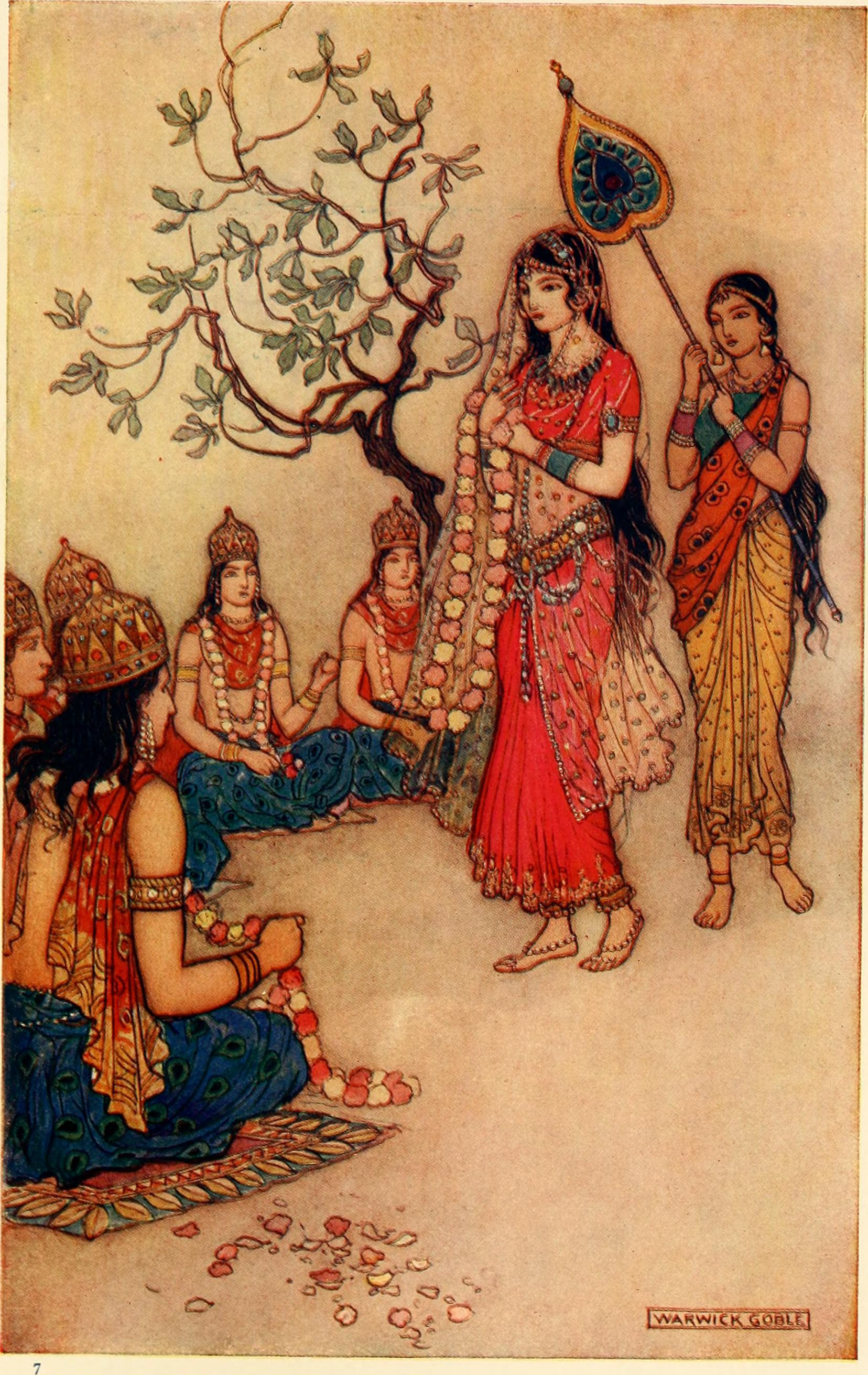
Damayanti eligiendo marido. Ilustración por Warwick Goble.

4.579 / 5.000

### Juego de dados

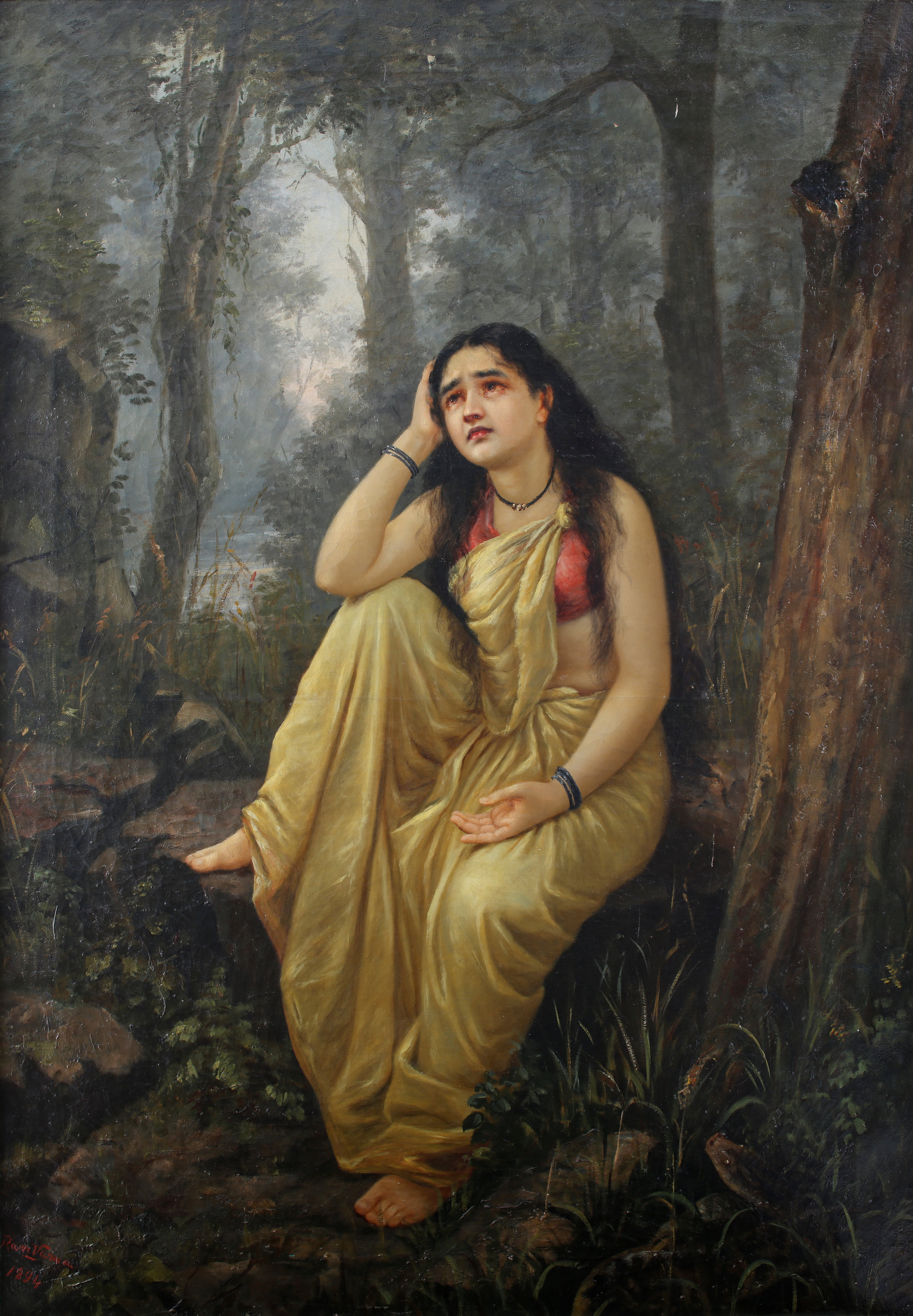
"Damayanti en el bosque". Pintura de Raja Ravi Varma.

Kali, indignado porque Damayanti había elegido a un mortal en lugar de a cualquiera de las deidades como esposo, planeó su venganza. Reclutó a su aliado, Dvapara, para que lo ayudara manipulando los movimientos de un dado. Kali entonces poseyó a Nala, y ofreció el reino de los Nishadas a Pushkara, el hermano menor de Nala, ayudándolo a derrotarla en un juego de dados que duró varios meses. Damayanti se lamentó por el juego de su esposo y el rechazo de sus deberes, pero Nala permaneció bajo la influencia de Kali. Al enterarse de que su marido estaba casi desprovisto de sus posesiones y de los trucos que se escondían tras los movimientos de los dados, instó al fiel auriga de Nala a que llevara a sus gemelos a casa de su familia en Kundina, la capital de Vidarbha. Cuando Nala hubo apostado todas sus riquezas y tierras, Pushkara le sugirió que apostara a Damayanti, lo que hizo que la pareja abandonara el reino en dirección al bosque, poniéndose una sola prenda cada uno.

### Abandono
Aunque sufrían fatiga y hambre, Damayanti se negó a dejar a su marido y sugirió que fueran al reino de su padre. Nala se negó a hacerlo en sus circunstancias actuales. La pareja finalmente encontró una casa de vivienda pública, donde Nala, todavía bajo la influencia de Kali, abandonó a su esposa dormida, pensando que sería más feliz sin él. Cuando Damayanti se despertó, lamentó sus acciones, lo llamó cruel y también se preguntó cómo sobreviviría sin ella. Le deseó el mal al ser que había causado la difícil situación de su esposo. Fue atacada por una serpiente gigante y fue salvada por un cazador. Cuando el cazador intentó violarla, ella lo maldijo a muerte, lo cual se cumplió. Llegó a una ermita, donde fue recibida por los ascetas y a quienes les contó su historia. Los ascetas le aseguraron que pronto encontraría a su marido de nuevo, restaurado a su fortuna.
Damayanti se encontró con una caravana, uniéndose a los comerciantes a bordo en su viaje al Chedi. Una manada de elefantes pisoteó el comerciantes dormidos mientras dormían. Lamentándose por su suerte, se unió a un grupo de Brahmanas y llegó a la capital de Chedi. Atrajo la atención de la madre del rey, quien preguntó por su identidad. Damayanti se identificó como una sirvienta de noble cuna y le explicó su difícil situación. La reina la invitó a quedarse con ella. Damayanti aceptó, con la condición de que la respetaran y le permitieran hacer lo que quisiera.
Damayanti se encontró con una caravana, uniéndose a los comerciantes a bordo en su viaje a Chedi. Una manada de elefantes pisoteó a los comerciantes mientras dormían. Lamentándose por su destino, se unió a un grupo de Brahmanas y llegó a la capital de Chedi. Atrajo la atención de la madre del rey, quien le preguntó sobre su identidad. Damayanti se identificó como una sirvienta de noble cuna y le explicó su difícil situación. La reina la invitó a quedarse con ella. Damayanti estuvo de acuerdo, con la condición de que se la respetara y se le permitiera hacer lo que quisiera.
Mientras tanto, Nala se encontró con un gran incendio forestal y una serpiente llamada Karkotaka le suplicó que la salvara del peligro. Después de ser rescatado, Karkotaka le pidió que contara sus pasos mientras avanzaba y mordió al rey en su décimo paso. El cuerpo del rey se deformó. La serpiente le explicó a Nala que no sentiría dolor debido a la mordedura, que causaría angustia al ser que lo había poseído. Karkotaka le ordenó al rey que fuera al rey Rituparna de Ayodhya (Ramayana) Ayodhya, quien se convertiría en su amigo y le permitiría obtener el dominio sobre los dados, después de lo cual se reuniría con Damayanti. También le ofreció a Nala algunas prendas, afirmando que recuperaría su forma original al usarlas.

### Reunión
Un brahmana enviado por Bhima llamado Sudeva localizó a Damayanti, tras lo cual Damayanti regresó a Vidarbha, donde se reunió con su familia. Envió brahmanas como mensajeros a través de varios países, repitiendo cierto monólogo. Un brahmana enviado a Ayodhya informó a Damayanti que el auriga del rey, llamado Bahuka, había respondido al monólogo con uno propio, repitiendo el cual ella sospechaba que Bahuka era Nala. Damayanti le pidió a Sudeva que viajara a Ayodhya e invitara a Rituparna para su segundo svayamvara, en el que elegiría a su nuevo esposo al amanecer siguiente. Ocultando su angustia, Nala se ofreció a llevar al rey, asegurándole que podría conducir el carro la distancia desde Ayodhya hasta Videha en un solo día. Durante el viaje, Rituparna le impartió su conocimiento de los dados, a cambio del conocimiento de Nala sobre conducción de carros. Al adquirir el conocimiento, Kali emergió del cuerpo de Nala, liberándolo de su influencia, pero conservando su cuerpo deformado. Después de llegar a Vidarbha, Damayanti hizo interrogar y examinar a Bahuka, y estaba casi segura de que él era su esposo. Cuando sus hijos fueron llevados ante él, lloró. Damayanti se presentó ante él, asegurándole a Nala su fidelidad hacia él; Vayu, el dios del viento, testificó esto a petición suya, revelando que el segundo svayamvara había sido un plan, llevado a cabo con el conocimiento de que solo Nala podía cubrir una distancia de cien yojanas en un solo día. Al reunirse, Damayanti y Nala resolvieron sus diferencias y se reconciliaron. El rey recuperó su verdadera forma al ponerse las prendas que le había dado Karkotaka. Nala regresó a su reino y desafió a Pushkara a un juego de dados, en el que se jugaban sus vidas, sus riquezas y todo el reino. Nala, victorioso, le concedió la vida a Pushkara y recuperó todo lo que había perdido. Damayanti y sus hijos regresaron a Nala y pasaron el resto de sus vidas en la felicidad y la fama.